# Telč
Telč (německy Teltsch, latinsky Telcz) je město na jihozápadě Moravy v okrese Jihlava v Kraji Vysočina, 25 kilometrů jihozápadně od Jihlavy. Žije zde přibližně 5 100 obyvatel. Historické jádro Telče je městskou památkovou rezervací a je zapsáno na Seznam světového kulturního dědictví UNESCO.

## Název
Název se vyvíjel od varianty Telcz (1180), Telci (1207), v Telez (1283), Telcz (1315, 1331, 1339), Telsch (1356), Telcz (1367), Thelcz (1392), z Telče (1406), Telcz (1447), Telecz (1480), z Telče (1481), v Novém Telči (1486), Nowa Telcz (1490), Telczie (1580), Teltsch (1633), Teltzsch (1648), Teltsch (1678, 1718, 1720, 1751), Teltsch a Telč (1846, 1872) až k podobě Telč v letech 1881 a 1924. Místní jméno znělo původně Teleč a vzniklo přidáním přivlastňovací přípony -jъ k osobnímu jménu Telec (ve významu mladý býček) a bylo rodu mužského. Pojmenování Telč je rodu ženského.

## Historie

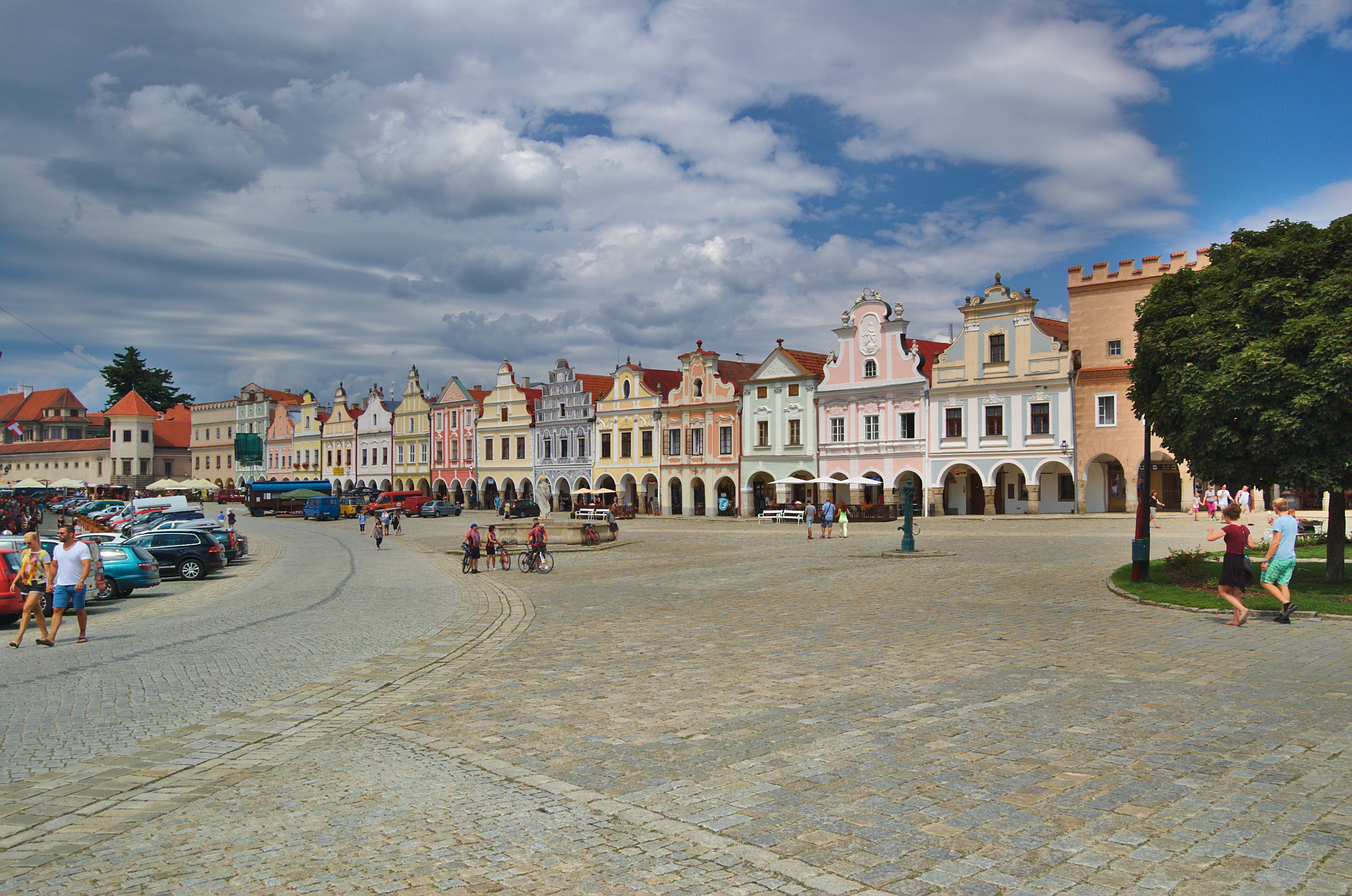
Náměstí Zachariáše z Hradce

Podle místní pověsti bylo město založeno již v roce 1099. První písemná zmínka o něm však pochází až z roku 1315. Významným datem je rok 1339, kdy Telč dostal do vlastnictví Oldřich III. z Hradce z rodu Vítkovců. Jeho rod pak významně přispěl k rozvoji Telče. Vybudoval zdejší hrad a kostel, opevnil město a postavil též gotické domy kolem tržiště. Roku 1386 zničil požár západní polovinu náměstí i s kostelem a radnicí. V roce 1423 dobyli město husité.
V polovině 16. století získal zdejší panství Zachariáš z Hradce a Telči nastává opět doba rozkvětu. Za třicetileté války trpělo město i celý kraj zlovůlí švédských i císařských vojsk. Roku 1712 zdědil zdejší zboží František Antonín Lichtenštejn-Kastelkorn. Byl to poslední člen této rodinné větve a zemřel bezdětný v roce 1761. Panství Telč zdědil bratranec Alois Arnošt hrabě Podstatský z Prusinovic za podmínky, že jméno a erb Lichtenštejnů-Kastelkornů a Podstatských z Prusinovic sloučí jako Podstatský-Lichtenštejn. V 18. století nastává vzestup měšťanského stavu. Počátek 19. století je ve znamení industrializace. Postavením železnice z Jihlavy do Telče 1898 a jejím propojením přes Slavonice do rakouského Schwarzenau skončila i komunikační izolace města.

## Obyvatelstvo
Podle sčítání 1930 zde žilo v 783 domech 4 270 obyvatel. 4 182 obyvatel se hlásilo k československé národnosti a 29 k německé. Žilo zde 3 924 římských katolíků, 169 evangelíků, 32 příslušníků Církve československé husitské a 78 židů.
| Rok            | 1869 | 1880 | 1890 | 1900 | 1910 | 1921 | 1930 | 1950 | 1961 | 1970 | 1980 | 1991 | 2001 | 2011 |
| -------------- | ---- | ---- | ---- | ---- | ---- | ---- | ---- | ---- | ---- | ---- | ---- | ---- | ---- | ---- |
| Počet obyvatel | 4733 | 5272 | 5079 | 4785 | 4647 | 4533 | 4420 | 4288 | 5146 | 5367 | 5875 | 6049 | 6053 | 5540 |

## Městská správa a politika

### Členění, členství ve sdruženích

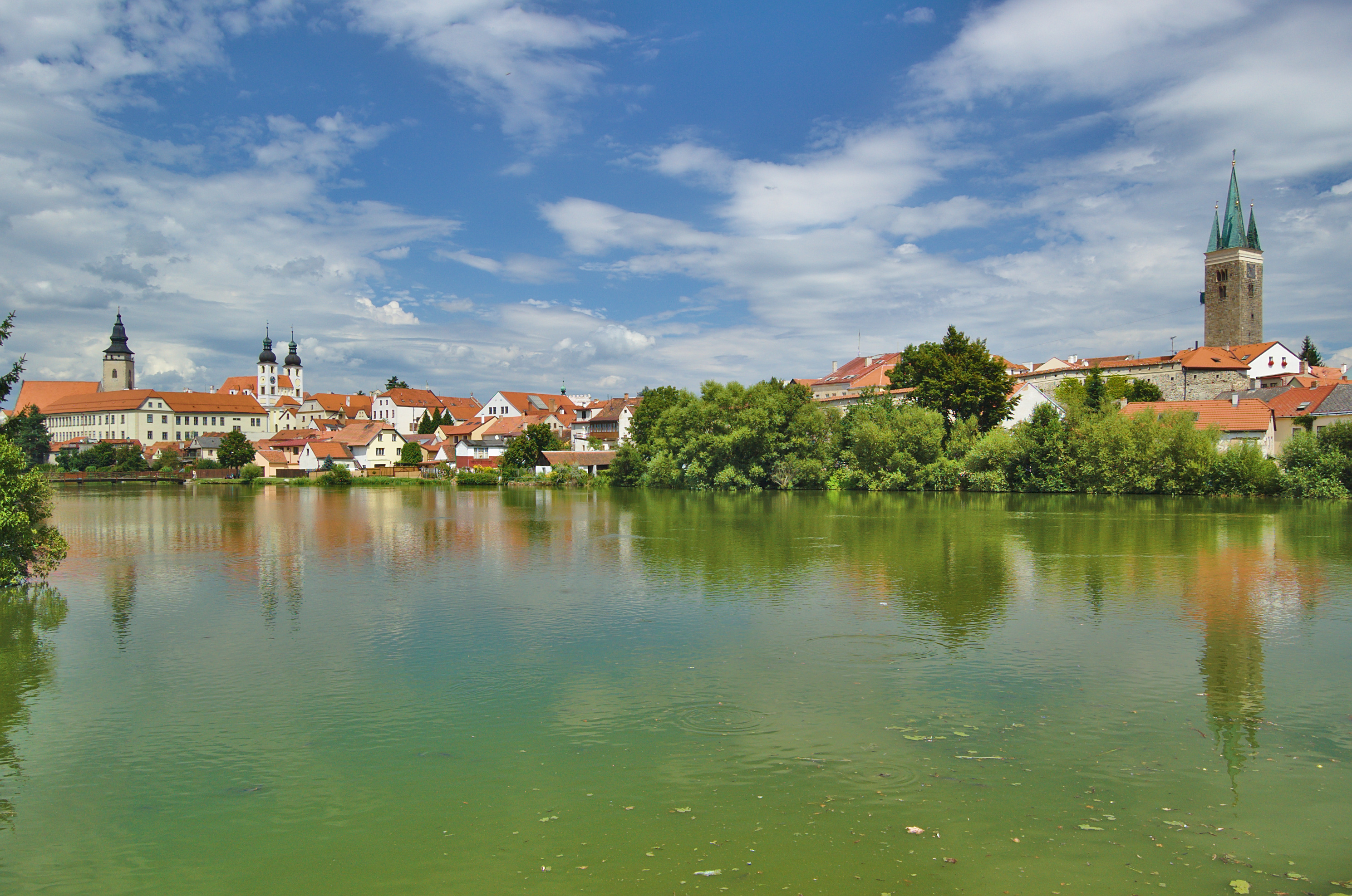
Vnitřní Město přes Ulický rybník

Telč se člení na pět částí obce – Telč-vnitřní město (opevněné historické centrum), Telč-Podolí (k centru přilehlé z východu), Telč-Staré Město (jižní část města), Telč-Štěpnice (severní část města) a Studnice (4 km severně od města), ty leží na dvou katastrálních území – Studnice u Telče a Telč. Telč má 16 základních sídelních jednotek – Studnice, Na Mokrovcích, Na Myslibořské cestě, Na Myslovské cestě, Na Novoříšské cestě, Na Radkovské silnici, Na statku, Na Žabinci, Panské nivy, Podolí, Rovné Pole, Štěpnice, Telč-historické jádro, U Nádraží, V Buzovech a Za Staroměstským rybníkem.
1. dubna 1980 byly vesnice Borovná, Dolní Dvorce, Doupě, Dyjice, Dyjička, Stranná, Vanov, Vanůvek, Volevčice a Zvolenovice připojeny jako místní části k Telči. 1. července 1980 byla připojena Horní Myslová, 1. ledna 1986 pak Radkov a Strachoňovice. Poslední vlna slučování proběhla k 1. lednu 1989, kdy byly připojeny Mysletice, Olší a Zadní Vydří. Všechny vesnice se ale osamostatnily 1. ledna 1992.
Telč je členem mikroregionů Telčsko, Dobrovolný svazek obcí Česká inspirace a České dědictví UNESCO a místní akční skupiny Mikroregionu Telčsko.

### Zastupitelstvo
Město má 21členné zastupitelstvo, v čele 7členné rady stojí starosta Vladimír Brtník.
| Období    | Voliči | Účast v % | Mandáty | Výsledky | Starosta    |
| --------- | ------ | --------- | ------- | --- | ----------- |
| 2002–2006 | 4737   | 48,17     | 21      | 5 ODS 4 Čas změny 3 Sdružení nezávislých 3 KDU-ČSL 2 KSČM 2 PRO TELČ 1 US-DEU a nezáv.kandidáti 1 ČSSD                                              | Roman Fabeš |
| 2006–2010 | 4683   | 47,23     | 21      | 6 Sdružení nezávislých a SNK ED 5 ODS 4 KDU-ČSL 2 SDRUŽENÍ MLADÝCH - ČAS ZMĚNY 2 KSČM 1 NEZÁVISLÍ 1 PRO TELČ                                        | Roman Fabeš |
| 2010–2014 | 4690   | 46,38     | 21      | 6 Sdružení nezávislých a SNK ED 4 ODS 3 KDU-ČSL 3 Sdružení ČSSD, NK 2 SDRUŽENÍ MLADÝCH - ČAS ZMĚNY 2 KSČM 1 TOP 09                                  | Roman Fabeš |
| 2014–2018 | 4608   | 41,80     | 21      | 6 Sdružení nezávislých a SNK ED 4 KDU-ČSL 2 Spol. pro Telč - Pir. a Zel. 2 ODS 2 ČSSD a nezávislí kandidáti 2 ČAS ZMĚNY 2 KSČM 1 TOP 09 a nezávislí | Roman Fabeš |

### Seznam vedení města
- 1850–1861: Johan Wollner
- 1861–1874: František Kianek (moravští staročeši)
- 1874–1880: Josef Sobotka (moravští staročeši)
- 1880–1986: Alois Petzl
- 1896–1902: Václav Povolný (staročech nebo mladočech)
- 1902–1913: Matěj Štocker
- 1913–1919: Josef Franže
- 1919–1922: Matěj Štocker
- 1922–1923: Adolf Nechanický
- 1923–1927: František Peták
- 1927–1938: Eliáš Verner
- 1938–1941: Karel Paclík (ČŽOSS)
- 1941–1945: Petr Křepela (NS)
- 1945–1946: Josef Runa (KSČ)
- 1946–1948: Jan Partl (ČSL)
- 1948: Josef Runa (KSČ)
- 1948–1952: František Kočí (KSČ)
- 1952–1954: Václav Rückl (KSČ)
- 1954–1957: Antonín Kříž (KSČ)
- 1957–1971: Miroslav Lojka (KSČ)
- 1971–1976: Josef Nosek (KSČ)
- 1976–1990: Antonín Němec (KSČ)
- 1990: Jaroslav Roubínek
- 1990–1998: Václav Jehlička (ODA)
- 1998–2001: Miloš Vystrčil (ODS)
- 2001–2002: Václav Jehlička (ODA)
- 2002–2021: Roman Fabeš (SNK ED)
- 2021: Vladimír Brtník (ODS)

### Vlajka
Právo užívat vlajku bylo městu uděleno rozhodnutím Poslanecké sněmovny Parlamentu České republiky dne 19. ledna 1995. Vlajka má na červeném podkladu bílé písmeno „T“ sahajícím na okraje listu s rameny o šířce 1/3 šířky listu praporu, které je položeno na list tak, že jeho kratší rameno je rovnoběžné se žerdí a je od žerďového okraje vzdáleno na 1/3 šířky listu praporu. Poměr šířky k délce listu je 2:3.

## Hospodářství
V Telčí sídlí firmy AGROKOP HB, s.r.o., EKOPLAST ŠTANCL s.r.o., Opravny Telč, a.s., Chesterton ČR, s.r.o., Trojstav s.r.o., Terco CB, a.s. Zemědělské družstvo Telč, Café Telč s.r.o., LEPŠÍ ZVUK s.r.o. Jsou zde dva pivovary – Pivovar Trojan Telč a Panský pivovar Telč.

## Doprava
Obcí prochází silnice I. třídy č. 23 z Mrákotína do Staré Říše, silnice II. třídy č. 112 z Nové Říše do Horní Cerekve, č. 403 do Stonařova a č. 406 z Dačic do Třeště a komunikace III. třídy č. 02321 do Mysliboře, č. 40618 do Radkova, č. 40610, č. 40611 do Horní Myslové, č. 40617 do Kostelní Myslové a č. 11261 do Hostětic. Prochází tudy též železniční trať Kostelec u Jihlavy – Slavonice.
Dopravní obslužnost zajišťují na autobusovém nádraží dopravci ICOM transport, AZ BUS & TIR PRAHA, ČSAD JIHOTRANS, ČSAD Jindřichův Hradec, Tourbus, TRADO-BUS, Student Agency, Radek Čech - Autobusová doprava a České dráhy. Autobusy jezdí ve směrech Praha, Jihlava, Třebíč, Slavonice, Jemnice, Moravské Budějovice, Znojmo, České Budějovice, Jindřichův Hradec, Brno, Dačice, Pelhřimov, Třeboň, Nová Říše, Stará Říše, Budeč, Řásná, Mrákotín, Mysletice, Borovná, Blažejov, Kunžak, Strmilov, Studená, Třešť, Želetava, Černíč, Myslůvka a Zadní Vydří a vlaky ve směrech Kostelec a Slavonice. Městem prochází cyklistické trasy č. 5091 do Mysliboře, č. 5125 do Dyjice, č. 16 a Greenway ŘV z Třeště do Kostelní Myslové, č. 5261 do Horní Myslové, 1113 do Mrákotína a č. 5126 do Řásné. Dále jsou tu červeně a zeleně značené turistické trasy a naučné stezky Otokara Březiny a Lipky.

## Školství, kultura a sport
Masarykova univerzita zde provozuje své univerzitní centrum a České vysoké učení technické výukové středisko. Kromě toho se zde nachází Gymnázium Otokara Březiny a Střední odborná škola Telč, dvě základní školy, základní umělecká škola a mateřská škola.
Od roku 1982 se zde každoročně odehrává hudební festival Prázdniny v Telči. Je jedním z nejstarších hudebních festivalů v Česku, probíhá vždy na přelomu července a srpna. Vystupují tu známí umělci nejen z české scény, na programu jsou také divadla, výtvarné dílny a výstavy. V roce 2020 získal ocenění Zlatá jeřabina – Cena Kraje Vysočina za kulturní počin roku 2020, získal 2. místo kategorii Kulturní aktivita za akci Prázdniny v Telči.
Památky UNESCO v Telči v roce 2011 získaly grant Kraje Vysočina vázaný na začlenění kamerových záznamů a přenosů památek do pořadu Panorama České televize, spolu s městem Telčí získaly tentýž grant i města Třebíč a Žďár nad Sázavou. Vysílání mělo probíhat od 1. května 2012 do konce října téhož roku. Záznamy měly po celý rok být k dispozici na webových stránkách měst, kraje, organizace UNESCO a dalších organizací.
Město je oblíbenou lokací českých i zahraničních filmařů. Byly zde natáčeny např. filmy Až přijde kocour, Jak se budí princezny, Z pekla štěstí.
V roce 2021 bylo oznámeno, že město se účastní soutěže Historické město roku 2021. V lednu roku 2022 bylo oznámeno, že krajské kolo vyhrálo město Telč a postoupilo do krajského kola, Jemnice a Moravské Budějovice dále nepostoupily.

## Pamětihodnosti

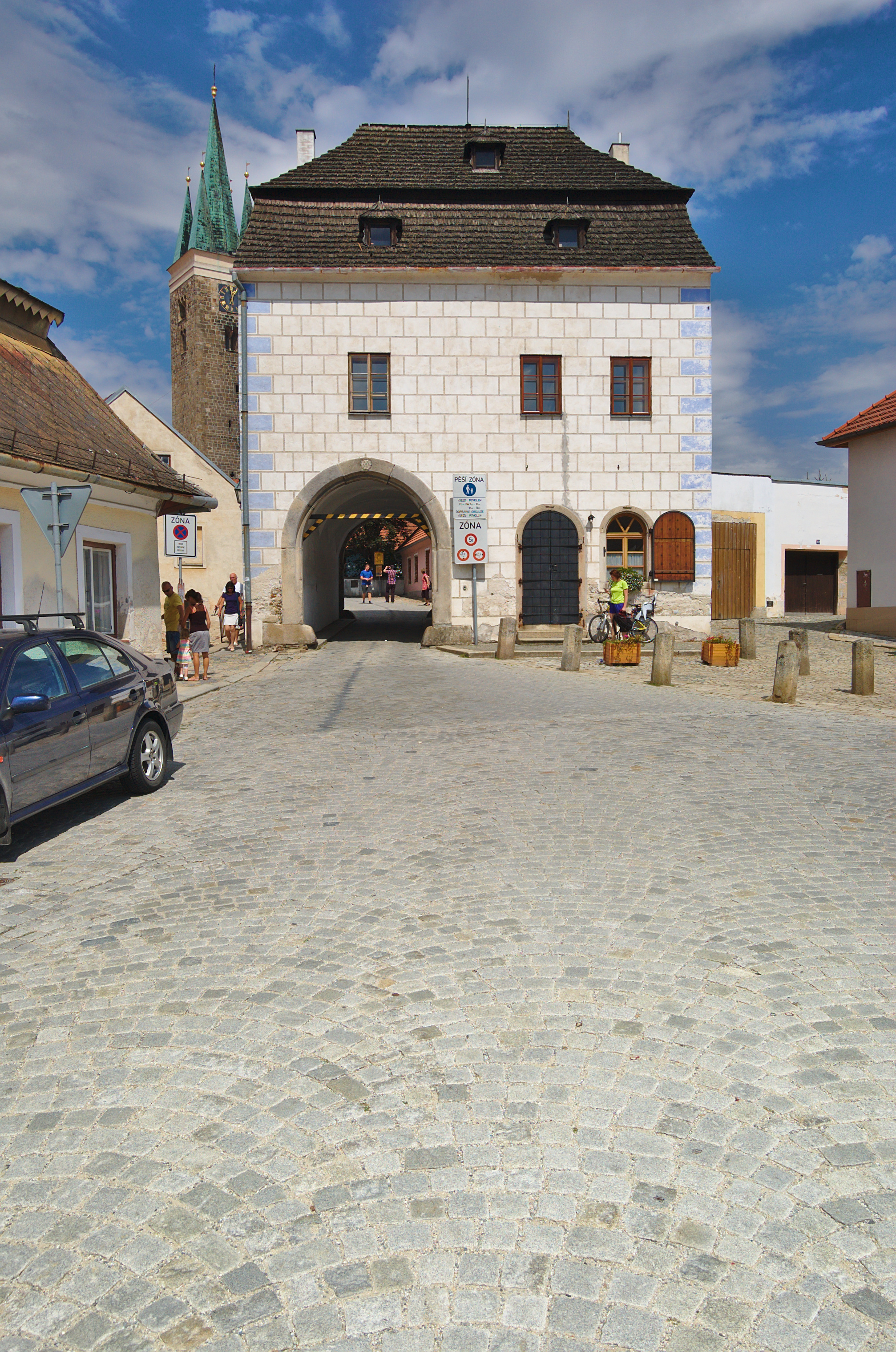
Horní brána

Historické jádro Telče, Vnitřní Město, patří k nejcennějším městským památkovým rezervacím na Moravě a v roce 1992 bylo zapsáno na Seznam světového kulturního dědictví UNESCO. Na památkové hodnotě města se podílí i předměstí Staré Město, jehož historická část (okolí kostela Matky Boží) je městskou památkovou zónou, a v neposlední řadě i skutečnost, že i nová výstavba ve 20. století na okrajích města respektovala hodnotné městské panoráma, které není narušeno převýšenou panelovou zástavbou.
Dominantou a také nejvýznamnější architektonickou památkou města je renesanční telčský zámek s dobře dochovanými interiéry.
Mezi další památky Vnitřního Města patří farní kostel svatého Jakuba Staršího, barokní jezuitský kostel Jména Ježíš, kostel svatého Ducha s pozdně románskou věží nebo barokní morový sloup. Památkově chráněny jsou rovněž jedinečně dochované měšťanské domy, zejména na náměstí Zachariáše z Hradce, například Telčský dům, dům U Šeniglů a další. Zachovala se značná část městského opevnění ze 14. století.
Ve Starém Městě je kromě kostela Matky Boží památkově chráněn například i objekt bývalé jezuitské koleje, zvaný dnes Lannerův dům. V Podolí je nejvýznamnější památkou barokní kostel sv. Anny. Ke kapli svatého Karla Boromejského vede z Telče Křížová cesta.
K památkám na zdejší židovské osídlení patří i zdejší synagoga a židovský hřbitov.

### Rybníky
Charakter středověké Telče byl určen sevřením mezi trojicí rybníků – Ulickým, Štěpnickým a Staroměstským s památkově chráněným Dolním mlýnem.

## Osobnosti
- Václav Beneš Optát (konec 15. století – asi 1559), kněz, překladatel, spisovatel
- Zachariáš z Hradce (1526/7–1589), humanista
- Jakub Dvořecký (1750–1814), kněz, historik
- Jan Evangelista Kypta (1813–1868), český kantor a hudební skladatel
- Jan Vlk (1822–1896), právník, notář, buditel
- Josef Sobotka (1836–1906), český právník a politik, starosta Telče, zemský poslanec
- Rudolf Kreutz (1857–1927), pedagog a historik
- Jaroslav Palliardi (1861–1922), archeolog
- Siegfried Taub (1876–1946), poslanec, tajemník
- Bohumil Kandus (1903–1945), voják, železničář, zemřel při Pražském povstání
- Theodor Schaefer (1904–1969), český hudební skladatel a pedagog
- Míla Doleželová (1922–1993), malířka a ilustrátorka
- Eva Melmuková (1932–2022), farářka, teoložka a historička
- Eliška Urbancová (* 1990), modelka

## Partnerská města
- Belp, Švýcarsko
- Figeac, Francie
- Rothenburg ob der Tauber, Německo
- Šaľa, Slovensko
- Waidhofen an der Thaya, Rakousko
- Wilber, Nebraska, USA